# Ashcan School
De Ashcan School, ook wel bekend onder de Ash-can school, the Eight of Young Art, was vroeger de school voor het Amerikaanse realisme en ontstond eind 19e eeuw in Philadelphia. Daar stonden ze ook wel bekend als de Philadelphia realisten. 

## Geschiedenis
Begin 20ste eeuw verhuisde de school naar New York. De groep haalde zijn inspiratie vooral uit de stad. Zo schilderen zij arme buurten en het gewone dagelijkse leven in een stad. De groep kenmerkte zich in het gebruik van felle maar intieme kleuren en was beïnvloed door schilders uit de 19e eeuw, zoals Manet, Daumier, Gavarni, Guys en Forain.
De bijnaam the Eight slaat op de acht kunstenaars die de school stichtten. Deze waren Robert Henri, Arthur B. Davies, Maurice Prendergast, Ernest Lawson, William Glackens, Everett Shinn, John French Sloan en George Luks. Zij hebben sinds het ontstaan echter slechts één keer samen hun werk tentoongesteld, dat was in 1908 in de Macbeth Gallery. In 1914 raakte William Gropper betrokken bij deze school.
De naam Ashcan betekent in het Nederlands prullenbak. De groep had voor deze naam gekozen uit protest tegen de armoede.